# Кларе де Флёрьё, Шарль Пьер
Шарль Пьер, граф Кларе де Флёрьё (фр. Charles Pierre Claret de Fleurieu; 2 июля 1738 — 18 августа 1810) — французский мореплаватель, адмирал, гидрограф и политик. Морской министр при Людовике XVI. Дал название Берингову морю.
Член Парижской академии наук.

## Биография и деятельность
Принимал участие в Семилетней войне.
Помогал Ф. Берту в устройстве первого хронометра; много работал над усовершенствованием морского дела.
Во время североамериканской войны за независимость руководил ходом военных дел на море.
В 1790—1791 годах был морским министром и министром колоний, в 1791—1792 годах — воспитателем дофина; с началом террора был посажен в тюрьму, откуда выпущен 9 термидора.
Был членом совета старейшин, президентом морского отдела в государственном совете, 4 раза, с небольшими промежутками, морским министром, во время Империи — сенатором и правителем Тюльерийского дворца.